# 그대 변치마오
"그대 변치마오"는 1974년에 개봉한 대한민국의 영화이다.

## 캐스팅
- 남진 : 동수 역
- 윤연경
- 장동휘
- 이대엽
- 최봉
- 사미자
- 최인숙
- 박남옥
- 권오상
- 이예성
- 이강조
- 박예숙
- 김은옥
- 신세일
- 오성
- 홍해
- 김희라 (우정출연)